# Francisco Cienfuegos
Francisco Reynaldo Cienfuegos Martínez (Monterrey, Nuevo León, 21 de agosto de 1977) es un político mexicano. Ha sido candidato a alcalde de Monterrey y es diputado local de la LXXV Legislatura del H. Congreso del Estado de Nuevo León. Anteriormente fue alcalde del municipio de Ciudad Guadalupe, Nuevo León, en la administración 2015 - 2018.
Funge como Vicepresidente de la Comisión de Presupuesto y de la Comisión Especial para el Análisis y Combate a la Desaparición de Niñas, Niños y Adolescentes, así como vocal de las Comisiones de Igual de Género y Puntos Constitucionales.
Como Presidente Municipal de Ciudad Guadalupe destacó por ser el presidente fundador  de la Asociación Metropolitana de Alcaldes en Nuevo León (AMA), además de ser Presidente de la Zona Norte de la Federación Nacional de Municipios de México (FENAMM). De igual manera preside la Conferencia Nacional de Municipios de México (CONAMM).

## Educación y vida personal
Francisco Cienfuegos Martínez, nació en Monterrey, hijo de Francisco R. Cienfuegos Caldera y Narcedalia Martínez. Se graduó en Derecho por la Universidad de Monterrey en 2001 obteniendo la cédula profesional 3350217.2 Con Maestría en Administración Pública, por la Universidad Francisco de Vitoria, en Madrid, España.3
Francisco está casado con Lucía Todd Lozano. Tiene tres hijos.

## Trayectoria política
Se afilia en el año de 1996 al Partido Revolucionario Institucional. En sus inicios en la administración pública participó en la Policía de Monterrey como director de Prevención del Delito, y así mismo se desempeñó como secretario técnico del Consejo Consultivo Ciudadano, en Seguridad Pública del Municipio de Monterrey. Posteriormente, en enero de 2007 ingresa a laborar como coordinador de Planeación en la Corporación para el Desarrollo de la Zona Fronteriza de Nuevo León hasta agosto de 20084
En diciembre de 2009 se incorporó en el gabinete de la administración estatal del Lic. Rodrigo Medina de la Cruz como Director de Relaciones Públicas e institucionales5 hasta el 5 de enero de 2010 cuando reemplaza a Eloy Garza González como Coordinador general de comunicación social y relaciones institucionales.6 Deja al cargo el 3 de febrero de 2011.
Contiende por el XIII distrito electoral estatal en las Elecciones estatales de Nuevo León de 2012, siendo elegido con un 44.9 % de votos.
Durante el 2013, en el 2 año de ejercicio legislativo, fue elegido Presidente de la Mesa Directiva del H. Congreso del Estado de Nuevo León, función que concluyó por ley el pasado mes de septiembre de 2014. El 2 de febrero de 2015 le es autorizada una licencia temporal7 para participar en las Elecciones estatales de Nuevo León de 2015.
En agosto del 2015 fue designado como secretario técnico de la Asociación Metropolitana de Alcaldes de Nuevo León (AMANL).
En octubre del 2015, fue nombrado presidente de la Asociación de Ciudades Inteligentes de México.
Una de las acciones más representativas de su gestión como diputado Local fue el programa Movilidad al Cien,8 donde se construyeron rampas dentro del distrito 13 del Estado de Nuevo León, del municipio de Guadalupe, con el fin de que facilitar los trayectos a personas con discapacidad o que utilicen sillas de ruedas.
Fue alcalde del municipio de Ciudad Guadalupe, Nuevo León, en la administración 2015 - 2018. 1
Es diputado local y coordinador del grupo legislativo del PRI de la LXXV Legislatura del H. Congreso del Estado de Nuevo León.

## Empresario
A partir de 2002 funda junto a su hermana una empresa de seguridad privada la cual, posteriormente, deja a sus familiares cualquier participación accionaria. Es miembro activo de la ASIS International, asociación que se encarga de integrar a directivos profesionales de todo el mundo en el tema de seguridad privada y pública.

## Trabajo realizado como diputado Local del Distrito 13

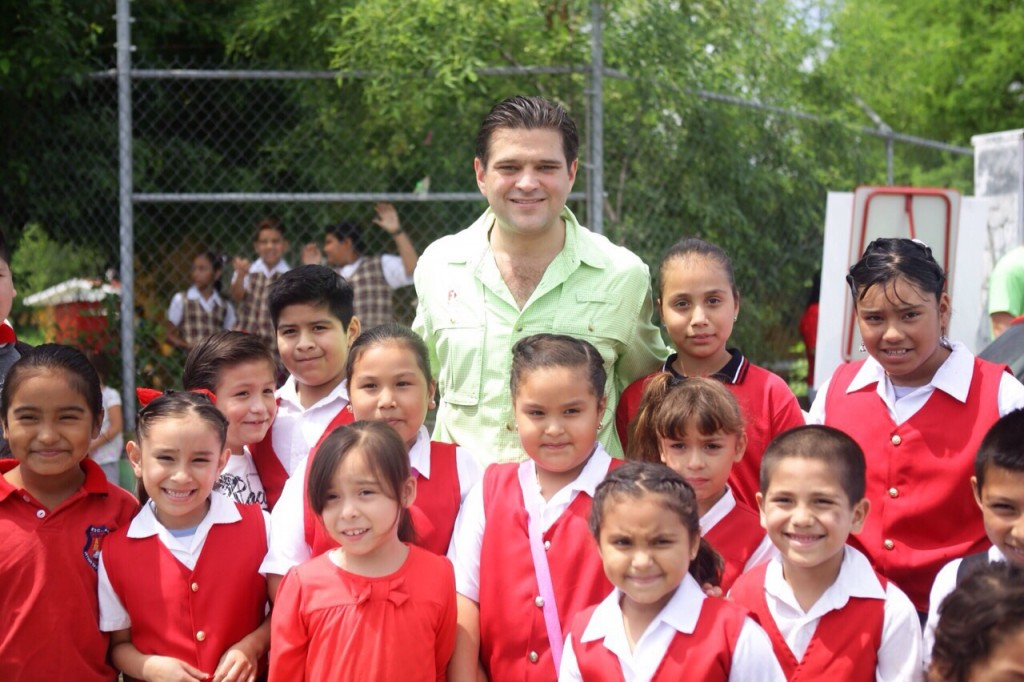
Compromiso por la Educación en Ciudad Cuadalupe.

Durante su primer informe como diputado Local del Distrito 13 entregó mil 360 apoyos para la economía familiar, realizó 34 brigadas para atender a 11 mil 900 vecinos, llevó a cabo 11 eventos para beneficiar 4 mil 800 vecinos, gestionó más de 4 mil 675 apoyos y entregó mil 320 paquetes de útiles escolares. 10
En su segundo informe como diputado Local del Distrito 13 con el programa “Movilidad al Cien” construyó más de 7 mil 200 rampas, en todas las manzanas de las 106 colonias del Distrito 13, (mil 753 manzanas en total). 8 Con el programa Mujer Productiva al Cien se entregaron 500 créditos a mujeres con proyectos productivos. Con el programa “Todos al Cien por la Educación” se entregaron cerca de 12 mil paquetes de útiles escolares. Se entregaron 5 mil 420 apoyos para la economía familiar. Se realizaron 72 brigadas para atender a 14 mil 875 vecinos. Se visitó el cien por ciento de las colonias del distrito. Se brindaron 16 mil 830 apoyos a las familias de Guadalupe en los rubros de: atención médica, consulta dental, asesoría legal, cortes de cabello, sillas de ruedas, bolsas de empleo, actas de nacimiento y matrimonio, servicios primarios, deporte, capacitación de auto-empleo y becas escolares. 11

## Leyes promovidas como diputado Local del Distrito 13
Durante su gestión como diputado Local por el Distrito 13 promovió las siguientes leyes: Ley de Víctimas. Ley para la protección de los Derechos de las Personas con Discapacidad. Ley de Planeación Estratégica. Ley de Institución Policial de Fuerza Civil.

### Presencia en sesiones como diputado Local Distrito 13
- Periodo Ordinario octubre de 2014 13 sesiones 2 faltas sin aviso 84.6% asistencia.
- Periodo Ordinario septiembre 2014 12 sesiones 100% asistencia.
- Diputación permanente agosto de 2014 3 sesiones 100% asistencia.
- Diputación permanente julio de 2014 4 sesiones 100% asistencia.
- Períodos extraordinarios junio y julio de 2014 6 sesiones 100% asistencia.

Reforma de Tipificación del Delito de Desaparición Forzada de Personas.

## Presidencia municipal de Guadalupe (2015-2018)

### Elecciones
En 2015, Cienfuegos decidió contender por la Presidencia Municipal de Guadalupe en las Elecciones estatales de Nuevo León de 2015. En la elección general, derrotó al panista Ernesto Alfonso Robledo Leal con el 39.16%, frente al 37.85% del más cercano contendiente.
Asume el cargo de Alcalde de Guadalupe el 1 de noviembre de 2015.

## Carrera Al Cien

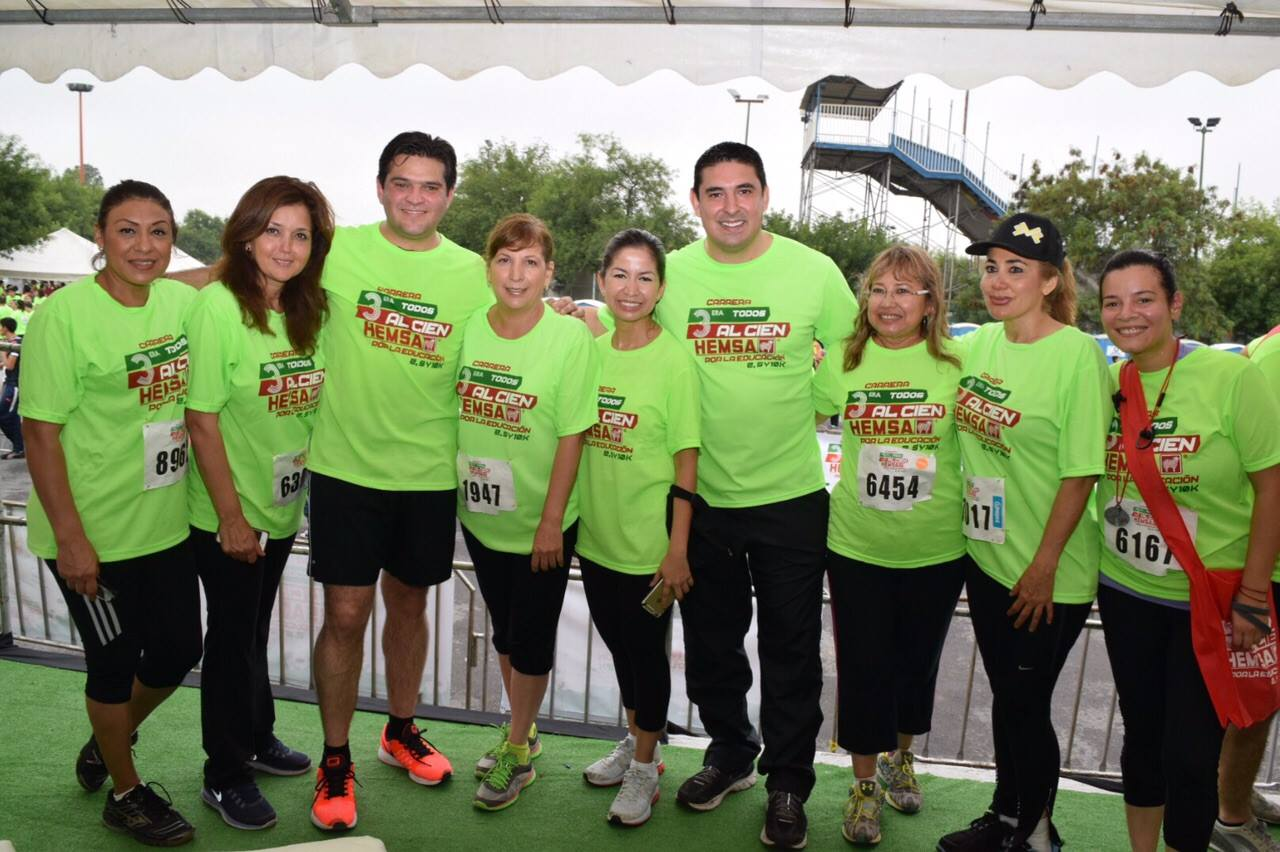
Carrera al Cien por la Educación

- Esta carrera tiene como finalidad recaudar útiles escolares para los niños y adolescentes del municipio de Guadalupe, Nuevo León.
- En la tercera edición de la carrera se recaudaron más de 13 mil apoyos escolares para otorgarlos a alumnos de educación primaria y secundaria. Participaron 8,284 corredores.
- En su edición 2014 participaron 7,057 corredores.[4]

## Controversias

### Mentiras sobre residencia
El 8 de abril de 2015 fue denunciado ante las autoridades electorales al mencionar su residencia en un contrato de compra de terrenos en Mina en este municipio y no en Guadalupe, municipio por el que está contendiendo en las Elecciones estatales de Nuevo León de 2015.  Esta información fue desmentida durante el Debate 2015, dando a conocer su credencial de elector con residencia en el Municipio de Guadalupe.

### Investigación a familiares
El gobierno de Estados Unidos, a través del Departamento del Tesoro, el Departamento del Interior y el Departamento de Justicia, inició una investigación por transferencias bancarias para adquirir el 20 de junio de 2011 un avión Hawker 700 A valuado en un millón de dólares incurriendo en un probable delito de lavado de dinero la hermana de Francisco Cienfuegos, María de los Ángeles y su suegro Rodrigo H. Todd Lozano figurando también en la indagatoria Juan Carlos Muñoz Santiago, Daniel de León Guzmán, Javier de León Guzmán y Jordi Falcó Díaz. Los depósitos en dólares se efectuaron a cuentas personales entre los años 2010 y 2011 en el Broadway Bank, posteriormente los familiares, a través de la empresa SDC Aircraft Company, adquirieron la aeronave, razón por la que el investigan para determinar si hubo lavado de dinero.
La información fue desmentida por el propio candidato el día del Debate 2015, en el que mostró documentación y pruebas que hablan de un montaje.

### Uso indebido de programa estatal
El 27 de marzo de 2015 el Partido Acción Nacional denunció la propaganda A Paso Firme de Francisco Cienfuegos ante la Comisión Estatal Electoral, al considerar que engaña a los ciudadanos al confundirse con el programa Paso de asistencia por parte de la Secretaría de Desarrollo Social del Gobierno del Estado de Nuevo León. El 13 de abril de 2015 el Tribunal Electoral del Estado ordenó el retiro del eslogan de la campaña de Francisco Cienfuegos. Sin embargo esta medida fue revocada por el Tribunal Electoral del Poder Judicial de la Federación  al considerar que la Comisión Especial de Quejas y Denuncias de la Comisión Estatal Electoral de Nuevo León (CEE-NL) no justificó la medida: "Respecto a la justificación de la medida tomada, la Sala Monterrey concluyó que no fue debidamente motivada por dos razones fundamentales. Por un lado, hizo extensiva a los partidos y coaliciones la obligación impuesta a las autoridades en todos los niveles de no difundir sus programas y acciones por los medios de comunicación social durante las campañas electorales, sin tomar en consideración la jurisprudencia del Tribunal Electoral que autoriza a los partidos a usar la información que deriva de los programas gubernamentales en su propaganda. Es decir, la Comisión no explicó porque la propaganda denunciada, en todo caso, no se encuadra dentro de las actividades que sí están permitidas. La segunda razón consistió en que para sostener que existe identidad entre una propaganda gubernamental y la electoral de un partido se necesita un estudio integral de contexto (existencia del programa y sus alcances, identificación del mismo por la ciudadanía, necesidad de la medida por ser mayores los perjuicios en caso de no tomarla), lo que no se había hecho. Por ello se revocó la medida".

## Actualidad
Es diputado local con licencia del H. Congreso del Estado de Nuevo León para el período 2018-2021.
Es vicepresidente de la Comisión de Presupuesto y de la Comisión Especial para el Análisis y Combate a la Desaparición de Niñas, Niños y Adolescentes, así como vocal de las Comisiones de Igualdad de Género y Puntos Constitucionales.
Entre algunos de los programas son Voluntad para servir, Alcalde en línea y Alcalde de calle, mismos que han permitido mayor comunicación entre sociedad y gobierno del municipio.
El gobernador de Nuevo León expresó en entrevista a principios de junio que tiene entre 5 y 6 carpetas de investigación por parte de la FGR y SIEDO por lavado de dinero; delincuencia organizada; defraudación fiscal y acoso.

## Reconocimiento
- Premio Nacional al Buen Gobierno Municipal, categoría Gestión Municipal Moderna[12]